# James Reston jr.
James Reston jr. (New York, 8 maart 1941 – Chevy Chase (Maryland), 19 juli 2023) was een Amerikaanse auteur en journalist.

## Biografie
Reston was de zoon van de schrijver James Barrett Reston en Sarah Jane Fulton. Hij groeide op in Washington D.C. en studeerde filosofie aan de Universiteit van North Carolina te Chapel Hill. Hij werkte voor minister van Binnenlandse Zaken Stewart Udall (1964-1965), diende in het leger (1965-1968) en gaf les in creatief schrijven aan zijn alma mater (1971-1981). Reston was senior scholar aan het Woodrow Wilson Center in Washington D.C., fellow van de American Academy in Rome en scholar in residence aan de Library of Congress in Washington, D.C. Hij was getrouwd, kreeg drie kinderen en woonde tot zijn overlijden in Chevy Chase.
Restons oeuvre bestaat uit boeken, theaterstukken en talrijke artikelen die verschenen in onder meer The New Yorker, Vanity Fair, The New York Times Magazine, Playboy en Rolling Stone.
Reston jr. overleed op 82-jarige leeftijd aan alvleesklierkanker.

### Boeken
- To Defend, To Destroy (1971)
- The Amnesty of John David Herndon (1973)
- The Knock at Midnight (1975)
- The Innocence of Joan Little (1977)
- Sherman's March and Vietnam (1985)
- The Lone Star: the Life of John Connally (1989)
- Collision at Home Plate: The Lives of Pete Rose and Bart Giamatti (1991)
- Galileo: A Life (1994)
- The Last Apocalypse: Europe at the Year 1000 A.D. (1998)
- Warriors of God: Richard the Lionheart and Saladin in the Third Crusade (2001)
- Dogs of God: Columbus, the Inquisition, and the Defeat of the Moors (2005)
- Fragile Innocence: A Father's Memoir of His Daughter's Courageous Journey (2006)
- The Conviction of Richard Nixon: The Untold Story of the Frost/Nixon Interviews (2007)
- Defenders of the Faith: Charles V, Suleyman the Magnificent, and the Battle for Europe, 1520-1536 (2009)

### Theaterstukken
- Sherman, the Peacemaker (1979)
- Our Father Who Art in Hell, The Life and Death of Jim Jones (1981)
- Jonestown Express (1984)